# SKA-Niewa
SKA-Niewa (ros. СКА-Нева) – rosyjski klub hokejowy z główną siedzibą w Petersburgu.

## Historia
Zespół klubu został drużyną farmerską SKA Sankt Petersburg, występującego w KHL. Drużyną juniorską jest SKA-1946 Sankt Petersburg występująca w MHL.
W czerwcu 2012 klub podpisał umowę o współpracy z przedstawicielami okrętu podwodnego K-550 Aleksander Newski.
W latach 2008–2012 klub funkcjonował jako HK WMF Sankt Petersburg (ХК ВМФ). W tym czasie drużyna rozgrywała mecze w Jubileuszowym Pałacu Sportu w Petersburgu. We wrześniu 2012 postanowiono o przeniesieniu zespołu do miasta Kondopoga w Republiki Karelii. Od 2012 do 2014 działał jako WMF-Karelia (ВМФ-Карелия), a od 2014 do 2015 jako SKA-Karelia (СКА-Карелия)
W 2015/2016 drużyna juniorska SKA-Karelia podjęła występy w rozgrywkach MHL-B, przemianowanych w 2016 na NMHL.
Pod koniec kwietnia 2016 szkoleniowcem SKA-Niewy został Piotr Worobjow. W 2018 do sztabu wszedł Konstantin Gorowikow. W lipcu 2019 nowym trenerem został ogłoszony Konstantin Kuraszew, a asystentami Michaił Mileżyn, Andriej Parfionow, a trenerem bramkarzy Pawieł Orłow. 
W listopadzie 2020 z posady szkoleniowca odszedł Konstantin Kuraszew, a jego miejsce zajął Aleksandr Titow. W tym miesiącu do sztabu trenerskiego wszedł Jewgienij Fiodorow. Przed sezonem 2022/2023 do sztabu weszli Konstantin Gorowikow (po raz drugi) i Aleksandr Golc.

## Sukcesy
- Finał o Puchar Pietrowa: 2018
- Srebrny medal WHL: 2018, 2019
- Puchar Jedwabnego Szlaku – pierwsze miejsce w sezonie zasadniczym WHL: 2019[13]
- Brązowy medal WHL: 2020 (uznaniowo)[14]